# Гомер

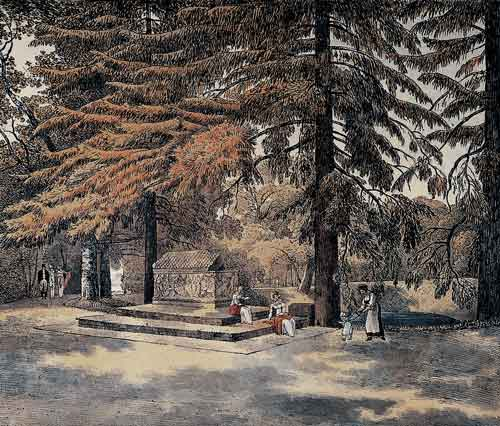
«Гробница Гомера» в саду Строгановской дачи, Санкт-Петербург. А. Е. Мартынов, 1813 год

Гоме́р (др.-греч. Ὅμηρος) — легендарный древнегреческий поэт-сказитель, создатель эпических поэм «Илиада» (древнейшего памятника европейской литературы) и «Одиссея». Жизнь датируется VIII—VII вв. до н. э. (иногда IX в. до н. э.), однако историчность всё же не бесспорна.
Предположительно, был аэдом (профессиональным исполнителем эпических поэм в классической Греции).
Примерно половина найденных древнегреческих литературных папирусов — отрывки из сочинений Гомера. Первым воспитателем эллинов называл Гомера Платон.

## Биография
О жизни и личности Гомера достоверно ничего не известно.
Ясно, однако, что «Илиада» и «Одиссея» были созданы значительно позже описываемых в них событий, раньше VI века до н. э., когда достоверно зафиксировано их существование. Хронологический период, в котором локализует жизнь Гомера современная наука, — приблизительно VIII век до н. э. Другие древние источники говорят, что он жил во времена Троянской войны. На данный момент существует несколько дат рождения и доказательств к ним (так, Мартин Личфилд Уэст занижал эту дату на полвека — с конца восьмого до седьмого до н.э.).
Место рождения Гомера неизвестно. Согласно эпиграмме Геллия, за право называться его родиной в античной традиции спорили семь городов: Смирна, Хиос, Колофон, Саламин, Родос, Аргос, Афины, а вариации этой эпиграммы называют ещё Киму, Пилос и Итаку. Как сообщают Геродот и Павсаний, умер Гомер на острове Иосе архипелага Киклады. Вероятно, «Илиада» и «Одиссея» были сложены на малоазийском побережье Греции, заселённом ионийскими племенами, или на одном из прилегающих островов. Впрочем, гомеровский диалект не даёт точных сведений о племенной принадлежности Гомера, так как представляет собой сочетание ионийского и эолийского диалектов древнегреческого языка. Существует предположение, что его диалект представляет собой одну из форм поэтического койнэ, сформировавшегося задолго до предполагаемого времени жизни Гомера.
Традиционно Гомер изображается слепцом. Наиболее вероятно, что это представление исходит не из реальных фактов его жизни, а представляет собой реконструкцию, характерную для жанра античной биографии. Имя «Гомер», по одной из версий его чтения, означает «незрячий» (ὁ μῆ ὁρῶν). Поскольку многие выдающиеся легендарные прорицатели и певцы были слепыми (например, Тиресий), по античной логике, связывавшей пророческий и поэтический дар, предположение о слепоте Гомера выглядело весьма правдоподобным. Кроме того, певец Демодок в «Одиссее» слепой от рождения, что также могло восприниматься автобиографично.
Существует предание о поэтическом поединке Гомера с Гесиодом, описанное в сочинении «Состязание Гомера и Гесиода», созданном не позднее III в. до н. э., а, по мнению многих исследователей, и значительно раньше. Поэты якобы встретились на острове Эвбее на играх в честь погибшего Амфидема и читали каждый свои лучшие стихи. Царь Панед, выступивший судьёй на состязании, присудил победу Гесиоду, так как тот призывает к земледелию и миру, а не к войне и побоищам. При этом симпатии аудитории были на стороне Гомера.
Кроме «Илиады» и «Одиссеи» Гомеру приписывается ряд произведений, несомненно созданных позднее: «гомеровы гимны» (VII—V вв. до н. э., считаются наряду с Гомером древнейшими образцами греческой поэзии), комическая поэма «Маргит» и др. Византийцы приписывали Гомеру авторство около двух десятков поэм (в т. ч. киклических), о чём можно судить, например, по поэтической переработке «Илиады» Константина Гермониака.
Значение имени «Гомер» (оно впервые встречается в VII веке до н. э., когда Каллин Эфесский назвал его автором «Фиваиды») пытались объяснить ещё в античности, предлагались варианты «заложник» (Гесихий), «следующий за» (Аристотель) или «слепец» (Эфор Кимский), «но все эти варианты так же неубедительны, как и современные предложения приписать ему значение „слагатель“ или „аккомпаниатор“. <…> Данное слово в своей ионийской форме Ομηρος — практически наверняка реальное личное имя».
«Гробницу Гомера» привёз в Санкт-Петербург офицер русского флота М. Домашнев, нашедший её в 1770 году на одном из островов Эгейского архипелага во время Первой Архипелагской экспедиции под командованием графа Алексея Григорьевича Орлова-Чесменского, в ходе Русско-турецкой войны 1768—1774 годов. Саркофаг стал собственностью графа Александра Сергеевича Строганова и был установлен в парке Строгановской дачи. Потом графа очень забавляло, что по Санкт-Петербургу пошла гулять легенда о гробнице Гомера. Ныне находится в собрании ФГБУК «Государственный Эрмитаж». Изображения на лицевой стенке строгановского саркофага почти полностью совпадают с остатками рельефа на передней стенке мирмекийского саркофага.

## Гомеровский вопрос
Совокупность проблем, связанных с авторством «Илиады» и «Одиссеи», их возникновением и судьбой до момента записи, получила название «гомеровский вопрос».
Возник он ещё в античности, так, например, тогда появились утверждения, что Гомер создал свой эпос на основе поэм поэтессы Фантасии времён Троянской войны.

### «Аналитики» и «унитарии»

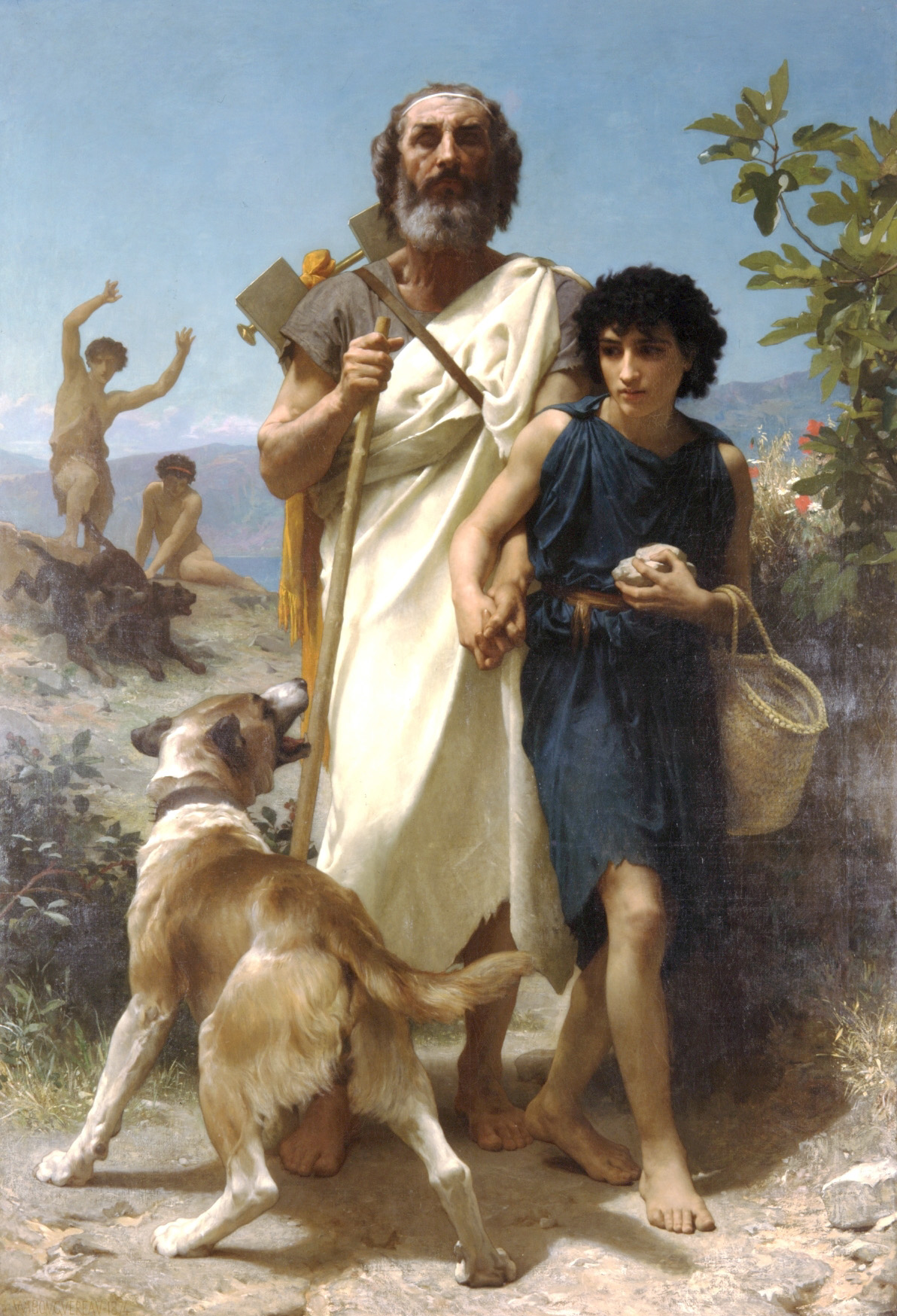
Гомер и его проводник (1874) Вильяма-Адольфа Бугро

До конца XVIII века в европейской науке господствовало мнение, что автором «Илиады» и «Одиссеи» является Гомер, и что они сохранились примерно в том виде, в каком были им созданы (впрочем, уже аббат Франсуа Эделен д’Обиньяк в 1664 году в своих «Conjectures académiques» утверждал, что «Илиада» и «Одиссея» представляют собой ряд самостоятельных песен, собранных воедино Ликургом в Спарте VIII века до н. э.). Однако в 1788 году Ж. Б. Вилуазон опубликовал схолии к «Илиаде» из кодекса Venetus A, которые по своему объёму значительно превосходили саму поэму и содержали сотни вариантов, принадлежащих античным филологам (преимущественно, Зенодоту Эфесскому, Аристофану Византийскому и Аристарху Самофракийскому). После этой публикации стало ясно, что александрийские филологи считали сомнительными или даже неподлинными сотни строк гомеровских поэм; они не вычёркивали их из рукописей, но помечали специальным знаком. Чтение схолиев также приводило к выводу, что имеющийся у нас текст Гомера относится к эллинистическому времени, а не к предполагаемому периоду жизни поэта. Отталкиваясь от этих фактов и других соображений (он полагал, что гомеровская эпоха была бесписьменной, и посему поэту было не под силу сочинить поэму такой длины), Фридрих Август Вольф в книге «Пролегомены к Гомеру» выдвинул гипотезу, что обе поэмы очень существенно, радикально изменялись в процессе бытования. Таким образом, согласно Вольфу, невозможно говорить, что «Илиада» и «Одиссея» принадлежат какому-то одному автору.
Формирование текста «Илиады» (в её более или менее современном виде) Вольф относит к VI веку до н. э. Действительно, согласно сообщению ряда античных авторов (в том числе Цицерона), поэмы Гомера были впервые собраны воедино и записаны по указанию афинского тирана Писистрата или его сына Гиппарха. Эта так называемая «писистратова редакция» была нужна, чтобы упорядочить исполнение «Илиады» и «Одиссеи» на Панафинеях. В пользу аналитического подхода свидетельствовали противоречия в текстах поэм, наличие в них разновременных слоёв, пространные отступления от основного сюжета.
О том, как именно сформировались поэмы Гомера, аналитики высказывали различные предположения. Карл Лахман полагал, что «Илиада» была создана из нескольких песен небольшого размера (так называемая «теория малых песен»). Готфрид Германн, напротив, полагал, что каждая поэма возникла путём постепенного расширения небольшой песни, к которой добавлялся всё новый материал (так называемая «теория первоначального ядра»).
Оппоненты Вольфа (так называемые «унитарии») выдвигали ряд контраргументов. Во-первых, подвергалась сомнению версия о «писистратовой редакции», так как все сообщения о ней достаточно поздние. Эта легенда могла появиться в эллинистические времена по аналогии с деятельностью тогдашних монархов, заботившихся о приобретении различных рукописей (см. Александрийская библиотека). Во-вторых, противоречия и отступления не свидетельствуют о множественном авторстве, так как неизбежно встречаются в больших произведениях. «Унитарии» доказывали единство автора каждой из поэм, подчёркивая целостность замысла, красоту и симметрию композиции в «Илиаде» и «Одиссее».

### «Устная теория» и «неоаналитики»
Предположение о том, что поэмы Гомера передавались устно, поскольку автор жил в бесписьменное время, было высказано ещё в древности; поскольку имелись сведения, что в VI веке до н. э. афинский тиран Писистрат дал поручение выработать официальный текст гомеровских поэм.
В 1930-е годы американский профессор Милмэн Пэрри организовал две экспедиции для исследования южнославянского эпоса с целью сравнить эту традицию с текстами Гомера. В результате этого масштабного исследования была сформулирована «устная теория», называемая также «теорией Пэрри-Лорда» (Альберт Лорд — продолжатель дела рано умершего М. Пэрри). Согласно устной теории, в гомеровских поэмах присутствуют несомненные черты устного эпического сказительства, важнейшей из которых является система поэтических формул. Устный сказитель каждый раз создаёт песню заново, но считает себя только исполнителем. Две песни на один сюжет, даже если они радикально отличны по длине и словесному выражению, с точки зрения сказителя — одна и та же песня, только «исполненная» по-разному. Сказители неграмотны, так как представление о фиксированном тексте губительно для импровизационной техники.
Таким образом, из устной теории следует, что текст «Илиады» и «Одиссеи» приобрёл фиксированную форму при жизни их великого автора или авторов (то есть Гомера). Классический вариант устной теории предполагает запись этих поэм под диктовку, так как при устной передаче в рамках импровизационной традиции их текст радикально изменился бы уже при следующем исполнении. Впрочем, существуют и другие объяснения. Созданы обе поэмы одним или же двумя авторами, теория не объясняет.
Кроме того, устная теория подтверждает античные представления о том, что «было много поэтов и до Гомера». Действительно, техника устного эпического сказительства является результатом длительного, очевидно, многовекового развития, и не отражает индивидуальные черты автора поэм.
Неоаналитики не являются современными представителями аналитизма. Неоанализ — направление в гомероведении, занимающееся выявлением более ранних поэтических слоёв, которые использовал автор (каждой из) поэм. «Илиада» и «Одиссея» сравниваются с киклическими поэмами, дошедшими до нашего времени в пересказах и фрагментах. Таким образом, неоаналитический подход не противоречит господствующей устной теории. Виднейший из современных неоаналитиков — немецкий исследователь Вольфганг Кульман, автор монографии «Источники Илиады».

## Художественные особенности

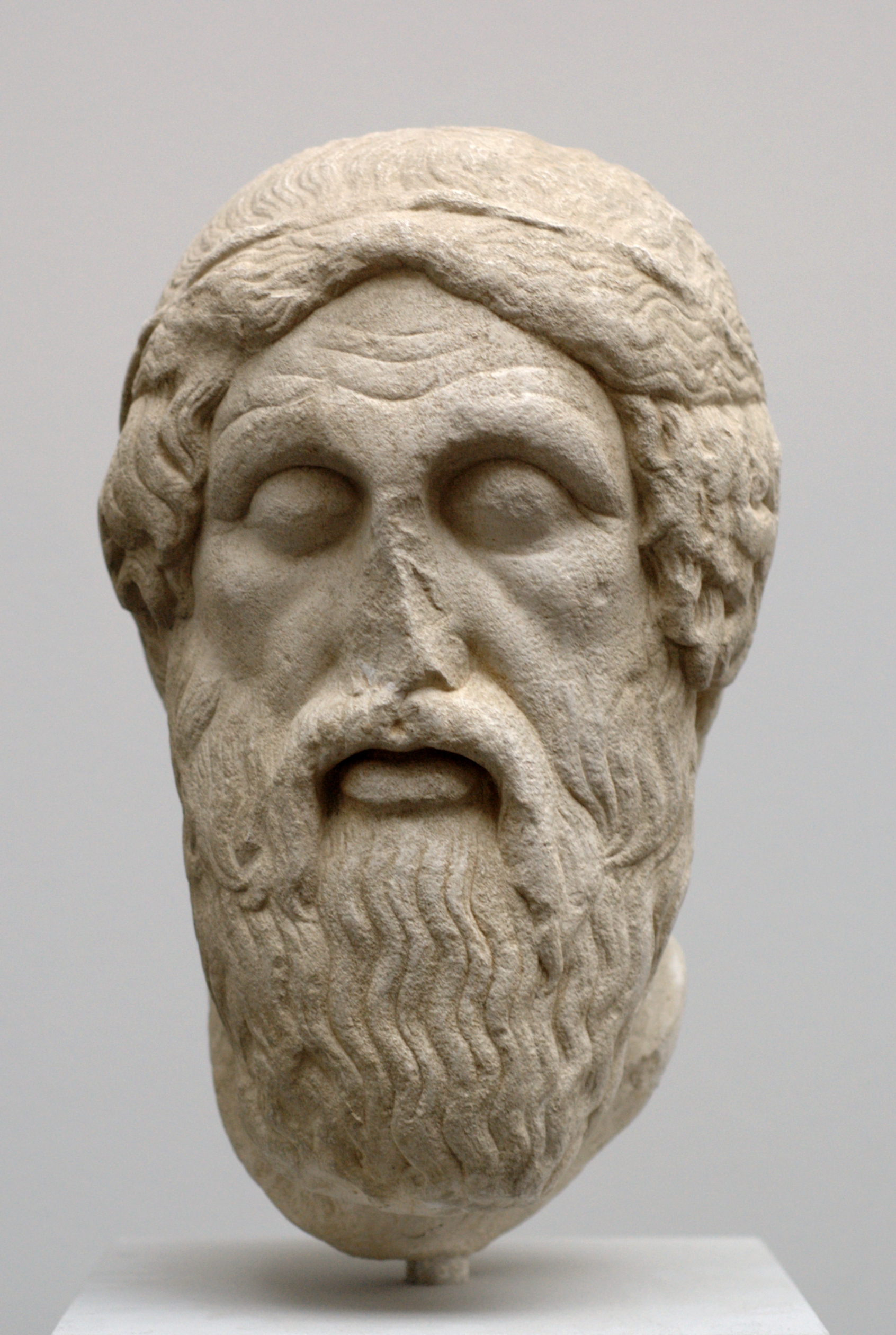
Скульптурная голова Гомера (около 460 до н. э.)

Одна из важнейших композиционных особенностей «Илиады» — «закон хронологической несовместимости», сформулированный Фаддеем Францевичем Зелинским. Он состоит в том, что «у Гомера никогда рассказ не возвращается к точке своего отправления. Отсюда следует, что параллельные действия у Гомера изображаемы быть не могут; поэтическая техника Гомера знает только простое, линейное, а не двойное, квадратное измерение». Таким образом, иногда параллельные события изображаются как последовательные, иногда же одно из них лишь упоминается или даже замалчивается. Этим объясняются некоторые мнимые противоречия в тексте поэмы.
Исследователи отмечают связность произведений, последовательное развитие действия и цельные образы главных героев. Сравнивая словесное искусство Гомера с изобразительным искусством той эпохи, нередко говорят о геометрическом стиле поэм. Впрочем, о единстве композиции «Илиады» и «Одиссеи» высказываются и противоположные мнения в духе аналитизма.
Стиль обеих поэм можно охарактеризовать как формульный. Под формулой при этом понимается не набор штампов, а система гибких (изменяемых) выражений, связанных с определённым метрическим местом строки. Таким образом, можно говорить о формуле даже тогда, когда некое словосочетание встречается в тексте лишь однажды, но можно показать, что оно являлось частью этой системы. Кроме собственно формул встречаются повторяющиеся фрагменты из нескольких строк. Например, при пересказе одним героем речей другого текст может воспроизводиться вновь полностью или почти дословно.
Для Гомера характерны составные эпитеты («быстроногий», «розоперстая», «громовержец»); значение этих и других эпитетов следует рассматривать не ситуативно, а в рамках традиционной формульной системы. Так, ахейцы «пышнопоножные» даже в том случае, если они описываются не в доспехах, а Ахиллес «быстроногий» даже во время отдыха.
Современные лингвисты, исследующие поэтику средневековых и современных сказителей, например, из Центральной Азии, отмечают некоторые черты, характерные для эпических устных сказаний большого объёма, на непрерывный пересказ которых требуются десятки часов пения. Так, сказители перечисляют состав войск по городам или племенам и никогда не ошибаются в этих перечислениях, что характерно и для гомеровской «Илиады», в которой перечислены десятки городов с количеством посланных под Трою кораблей и указанием вождей этих флотилий. Такова особенность устной народной памяти. Неизменным остаётся состав героев и перечень и последовательность их битв или подвигов, что также характерно для «Илиады». Однако, наличие определённого сюжета и туманный характер биографии главных героев характерен уже для более поздней литературной обработки текстов, вероятно, в VI в. до н. э. во времена Писистрата. В то же время для более сказочной и архаичной по сюжету «Одиссеи», в которой присутствуют мифические чудовища и волшебница Цирцея, циклопы и великаны-лестригоны, и даже железный корабль бога ветров Эола, характерно сочувствие рабам и простолюдинам, полностью отсутствующее в «Илиаде», что свидетельствует, по мнению некоторых исследователей, о другом авторстве или другом социальном слое хождения «Одиссеи». На более раннее происхождение этой поэмы мог указывать, по мнению проф. Г. А. Бокщанина, даже проступок женихов Пенелопы и характер расправы Одиссея над ними, носящий характер доархаического племенного права вождя. В то же время в «Илиаде» нет и намёка на волшебные чудеса и сказочных персонажей, зато присутствует характерное для архаики воспевание военной доблести царей и вождей.

## Историческая основа поэм Гомера
В середине XIX века в науке господствовало мнение, что «Илиада» и «Одиссея» неисторичны. Однако раскопки Генриха Шлимана на холме Гиссарлык и в Микенах показали, что это неверно. Позднее были открыты хеттские и египетские документы, в которых обнаруживаются определённые параллели с событиями легендарной Троянской войны. Дешифровка слоговой микенской письменности (Линейное письмо Б) дала много информации о жизни в эпоху, когда происходило действие «Илиады» и «Одиссеи», хотя никаких литературных фрагментов этой письменностью найдено не было. Тем не менее, данные поэм Гомера сложным образом соотносятся с имеющимися археологическими и документальными источниками и не могут использоваться некритично: данные «устной теории» свидетельствуют об очень больших искажениях, которые должны возникать с историческими данными в традициях подобного рода.
Сейчас установилась точка зрения, что мир гомеровских поэм отражает реалистичную картину жизни последнего времени периода древнегреческих «тёмных веков».

## Гомер в мировой культуре

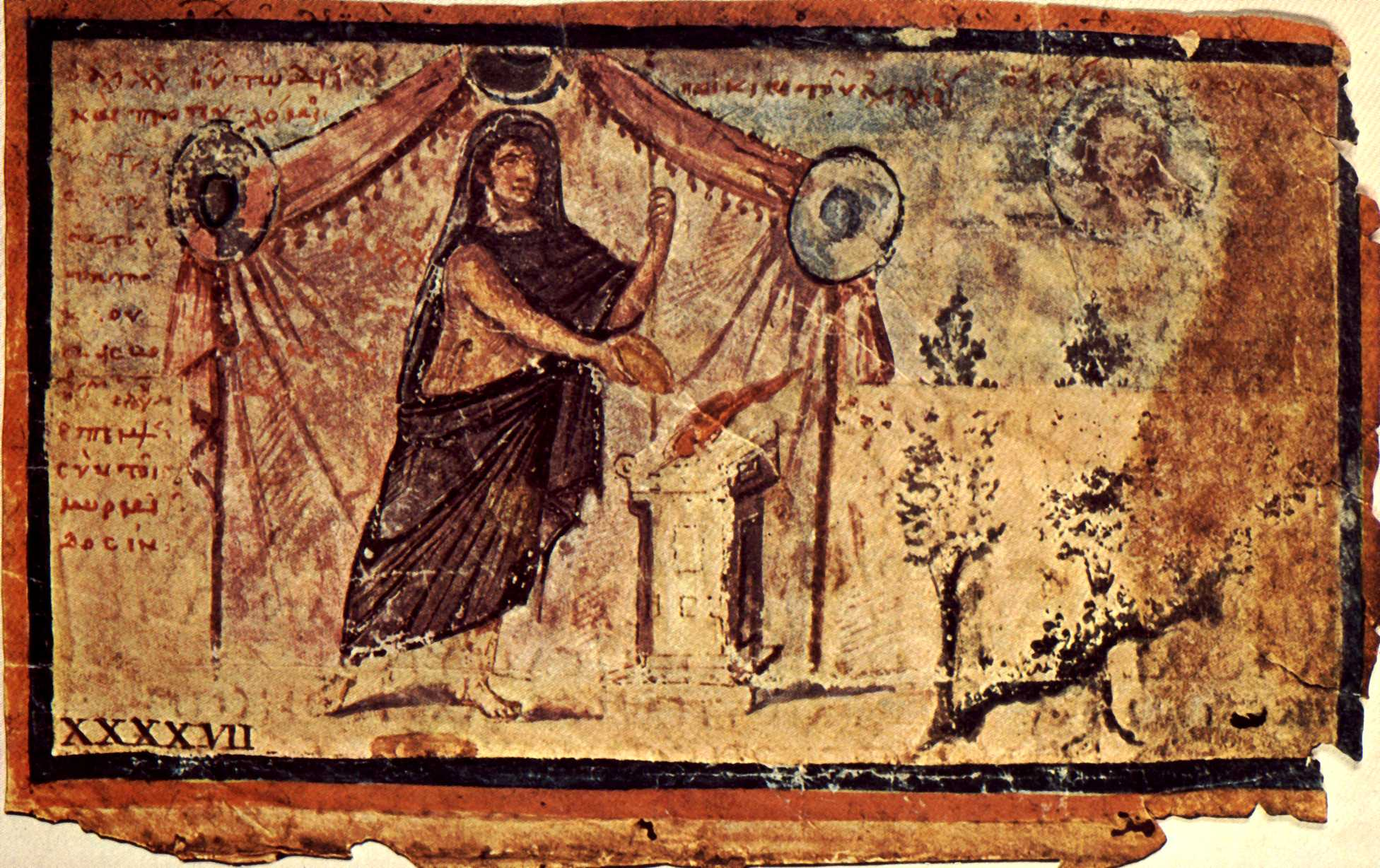
Средневековая иллюстрация к «Илиаде»

Влияние гомеровских поэм «Илиада» и «Одиссея» на древних греков сопоставляют с Торой для евреев.
Сложившаяся к концу классической эпохи система образования в Древней Греции была построена на изучении поэм Гомера. Они заучивались частично или даже полностью, по её темам устраивались декламации и т. д. Эта система была заимствована Римом, где место Гомера с I в. н. э. занял Вергилий.
Как отмечает Маргалит Финкельберг, римлянами, которые видели в себе потомков побеждённых троянцев, гомеровские поэмы были отвергнуты, следствием чего стало то, что они, продолжая сохранять свой канонический статус на грекоязычном Востоке, для латинского Запада были потеряны вплоть до эпохи Возрождения.

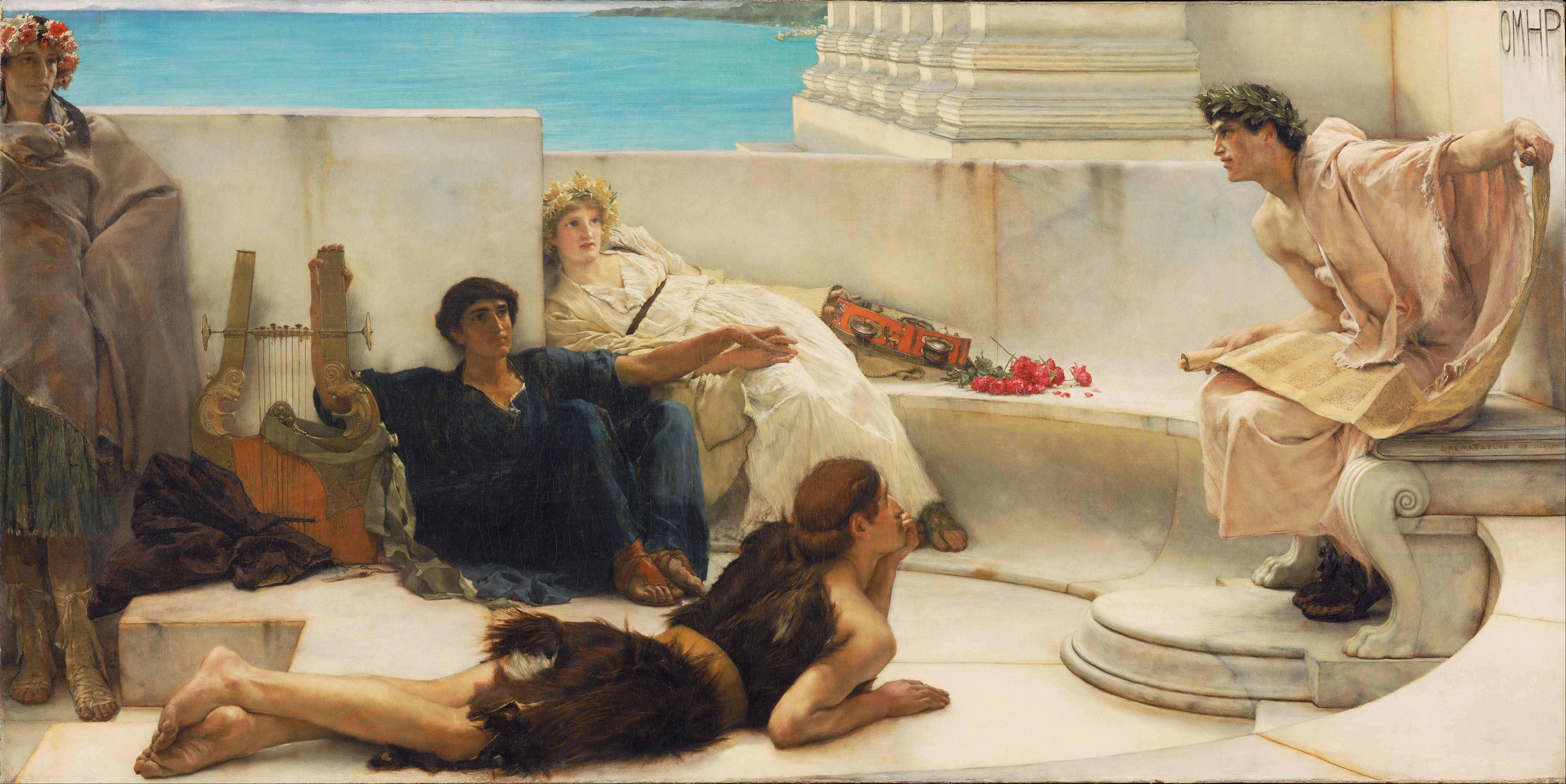
Лоуренс Альма-Тадема. «Чтение Гомера», 1885 год

В послеклассическую эпоху создавались большие гекзаметрические поэмы на гомеровском диалекте в подражание или в качестве соревнования с «Илиадой» и «Одиссеей». Среди них можно назвать «Аргонавтику» Аполлония Родосского, «Послегомеровские события» Квинта Смирнского и «Приключения Диониса» Нонна Панополитанского. Другие эллинистические поэты, признавая достоинства Гомера, воздерживались от крупной эпической формы, полагая, что «в больших реках мутная вода» (Каллимах) — что только в небольшом произведении можно достичь безупречного совершенства.
В литературе Древнего Рима первое сохранившееся (фрагментарно) произведение — перевод «Одиссеи», выполненный греком Ливием Андроником. Главное произведение римской литературы — героический эпос «Энеида» Вергилия представляет собой подражание «Одиссее» (первые 6 книг) и «Илиаде» (последние 6 книг). Влияние гомеровских поэм можно усматривать практически во всех произведениях античной литературы.
Западному средневековью Гомер практически не известен из-за слишком слабых контактов с Византией и незнания древнегреческого языка, однако гекзаметрический героический эпос сохраняет в культуре большое значение благодаря Вергилию.
В Византии Гомер был хорошо известен и тщательно изучался. До настоящего времени сохранились десятки полных византийских рукописей гомеровских поэм, что беспрецедентно для произведений античной литературы. Кроме того, византийские учёные переписывали, компилировали и создавали схолии и комментарии к Гомеру. Комментарий архиепископа Евстафия к «Илиаде» и «Одиссее» в современном критическом издании занимает семь томов. В последний период существования Византийской империи и после её крушения греческие рукописи и учёные попадают на Запад, и эпоха Возрождения заново открывает для себя Гомера.
Данте Алигьери помещает Гомера в первый круг Ада как добродетельного нехристианина.
В Россию один из наиболее полных списков «Илиады» попал, вероятно, ещё с библиотекой супруги Ивана III Софьи Палеолог в XV в. Этот «академический список» в виде классического византийского свитка переводил Михаил Васильевич Ломоносов. Вторая половина свитка была позднее варварски отрезана, вероятно, Августом Людвигом Шлёцером, работавшим в Санкт-Петербурге, и перепродана в Германию в XVIII в., где и была обнаружена позднее. Первый большой стихотворный перевод на русский язык (шесть книг «Илиады» александрийским стихом) принадлежит Ермилу Ивановичу Кострову (1787).
В 1829 году Николаем Ивановичем Гнедичем был закончен перевод «Илиады». По отзывам Виссариона Григорьевича Белинского, перевод был выполнен с оригинала с особенной тщательностью и очень талантливо. Александр Сергеевич Пушкин, в свою очередь, о переводе Гомера отозвался в печати дважды: заметкой «Илиада Гомерова, переведённая Гнедичем…» («Литературная газета», 1830, № 2; см. т. 6) и двустишием «На перевод Илиады»:

Слышу умолкнувший звук божественной эллинской речи;

Старца великого тень чую смущенной душой.

За месяц до этого стихотворения Пушкин отдал дань природному юмору и написал эпиграмму «К переводу Илиады», вызванную каламбурным стечением обстоятельств (Гомер был слеп, а Гнедич — крив):

Крив был Гнедич поэт, преложитель слепого Гомера,

Боком одним с образцом схож и его перевод.

Эпиграмма в рукописи старательно зачёркнута Пушкиным.
Также Гомера переводили Василий Андреевич Жуковский, Викентий Викентьевич Вересаев и Павел Александрович Шуйский («Одиссея», 1948 г., издательство Уральского университета, тираж 900 экз.). Крупнейшим полным изданием Гомера в мировой истории можно считать советский двухтомник «Илиады» и «Одиссеи» в твёрдой тиснёной обложке, издательства «Московский рабочий», 1982 г. — тиражом 150 тысяч экземпляров.
В XXI веке Гомера продолжают переводить: Максим Альбертович Амелин (Первая песнь «Одиссеи», 2013 г.); Александр Аркадьевич Сальников перевёл на современный русский язык «Илиаду» (2011 г.) и «Одиссею» (2014—2015 гг.).

## Увековечение памяти
- В честь Гомера назван кратер на Меркурии.

### Тексты и переводы
Подробные сведения см. в статьях Илиада и Одиссея
см. также: Переводы Гомера на английский язык
- С появлением книгопечатания, в 1488 году во Флоренции Димитрием Халкокондилом впервые были изданы «Илиада» и «Одиссея».
- Русский прозаический перевод: Полное собрание творений Гомера. / Пер. Г. Янчевецкого. Ревель, 1895. 482 стр. (приложение к журналу «Гимназия»)
- В серии «Loeb classical library» сочинения изданы в 5 томах (№ 170—171 — Илиада, № 104—105 — Одиссея); а также № 496 — Гомеровы гимны, Гомеровские апокрифы, биографии Гомера.
- В серии «Collection Budé» сочинения изданы в 9 томах: «Илиада» (введение и 4 тома), «Одиссея» (3 тома) и гимны.
- Краузе В. М. Гомеровский словарь (к Илиаде и Одиссее). Со 130 рис. в тексте и картою Трои. СПб., А. С. Суворин. 1880. 532 стб. (пример дореволюционного школьного издания)
- Анпеткова-Шарова Г. Г., Дуров В. С. Часть I. Греция // Античная литература. — СПб.: Филологический факультет СПбГУ, 2004. — Т. I. — ISBN 5-8465-0191-5.

### Монографии о Гомере
библиографию см. также в статьях: Илиада и Одиссея
- Авдеенко Е.А. Гомер. "Илиада": Мировоззрение эпоса. Москва: Классис, 2017. 420 с. -(Серия "Классическая гимназия"). 500 экз. ISBN 978-5-9908708-4-0 Одобрено издательским советом Русской Православной Церкви
- Альтман М. С. Пережитки родового строя в собственных именах у Гомера. (Известия ГАИМК. Вып. 124). М.-Л.: ОГИЗ, 1936. 164 стр. 1000 экз.
- Гордезиани Р. В. Проблемы гомеровского эпоса. Тб.: Изд-во Тбил. ун-та, 1978. 394 стр. 2000 экз.
- Егунов, А. Н. Гомер в русских переводах XVIII—XIX веков. М.; Л.: Наука, 1964; переиздание М.: Индрик, 2001.
- Зелинский Ф. Ф. Гомеровская психология. Пг., Изд-во АН, 1920.
- Котенёва А. В. Психология в эпических поэмах Гомера. Понятия, феномены и механизмы. — Saarbrücken: LAP LAMBERT Academic Publishing, 2016. ISBN 978-3-659-95960-8
- Лорд А. Сказитель. М., 1994.
- Лосев А. Ф. Гомер. М.: ГУПИ, 1960. 352 стр. 9 т.э.
  - 2-е изд. (Серия «Жизнь замечательных людей»). М.: Мол. гв., 1996=2006. 400 стр.
- Панченко Д. В. Гомер. «Илиада». Троя. СПб., Издательство Европейского университета в Санкт-Петербурге. 2016.
- Петрушевский Д. М. Общество и государство у Гомера. М., 1913.
- Сахарный Н. Л. Гомеровский эпос. М.: ХЛ, 1976. 397 стр. 10000 экз.
- Таруашвили Л. И. Гомер в зеркале новоевропейских переводов: Пластико-тектонический аспект. — М.: Памятники исторической мысли, 2013. — 176 с. — ISBN 978-5-88451-313-6
- Толстой И. И. Аэды: Античные творцы и носители древнего эпоса. М.: Наука, 1958. 63 стр.
- Фрейденберг О. М. Миф и литература древности. М.: Вост. лит. 1978. 2-е изд., доп. М., 2000.
- Челышев П. В., Котенёва А. В. Очерки по истории мировой культуры: боги и герои античной мифологии. М.: МГГУ, 2013. 351 с. 100 экз. ISBN 978-5-91615-032-2
- Челышев П. В. Античный космос и его обитатели. — Saarbrücken: LAP LAMBERT Academic Publishing, 2016. — 154 с. ISBN 978-3-659-96641-5
- Челышев П. В. Герои Троянской войны. Пособие. М.: Эдитус, 2017. 28 с. ISBN 978-5-000-604-4
- Челышев П. В. Хроники Илиона: духовно-нравственные основания истории. Пособие. М.: Эдитус, 2024. 64 с. ISBN 978-5-00217-251-1
- Челышев П. В. Хроники Илиона: Троянская война и конец рода героев. Пособие. М.: Эдитус, 2025. 66 с. ISBN 978-5-00217-478-2
- Челышев П. В. Очерки по истории культуры: феномен героического в античной мифологии. Пособие. М.: Эдитус, 2025. 72 с. ISBN 978-5-00217-477-5
- Шталь И. В. Художественный мир гомеровского эпоса. М.: Наука, 1983. 296 стр. 6900 экз.
- Ярхо В. Н. Вина и ответственность в гомеровском эпосе. Вестник древней истории, 1962, № 2, с. 4-26.
- G. Autenrieth, R. Keep. A Homeric Dictionary. New York, 1880.
- Cunliffe R. J. A lexicon of the homeric dialect. L., 1924.
- Leumann M. Homerische Würter. Basel, 1950.
- Michalopoulos, Dimitri, L'Odyssée d’Homère au-delà des mythes, Le Pirée: Institut d’Histoire Maritime Hellène, 2016, ISBN 978-618-80599-2-4
- Treu M. Von Homer zur Lyrik. München, 1955.
- Whitman C.H. Homer and the heroic tradition. Oxford, 1958.

Рецепция Гомера:
- Егунов А. Н. Гомер в русских переводах XVIII—XIX вв. М.-Л., 1964. (2-е изд.) М.: Индрик, 2001.

### Статьи
на русском языке
- Гомер : [арх. 2 декабря 2022] // Гермафродит — Григорьев. — М. : Большая российская энциклопедия, 2007. — С. 378—379. — (Большая российская энциклопедия : [в 35 т.] / гл. ред. Ю. С. Осипов ; 2004—2017, т. 7). — ISBN 978-5-85270-337-8.
- Гомеровский эпос: миф и ритуал. // Акимова Л. И. Искусство Древней Греции: Геометрика и архаика. — СПб.: Азбука-классика, 2007.
- Мищенко Ф. Г. Гомер // Энциклопедический словарь Брокгауза и Ефрона : в 86 т. (82 т. и 4 доп.). — СПб., 1890—1907.

на других языках
- Homerus // Реальный словарь классических древностей / авт.-сост. Ф. Любкер ; Под редакцией членов Общества классической филологии и педагогики Ф. Гельбке, Л. Георгиевского, Ф. Зелинского, В. Канского, М. Куторги и П. Никитина. — СПб., 1885.